# Lena Lattwein
Lena Lattwein (Neunkirchen, 2 mei 2000) is een voetbalspeelster uit Duitsland. Ze speelt als middenvelder voor VfL Wolfsburg in de Bundesliga.

## Clubcarrière
Lattwein begon met voetballen in het jongensteam van JFG Untere III. Vervolgens maakte ze de overstap naar het vrouwenvoetbalelftal van 1. FC Saarbrücken, waarvoor ze debuteerde in februari 2017. In haar tweede wedstrijd, tegen 1. FFC Frankfurt II, maakte Lattwein een hattrick in de 4-0 overwinning op de club uit de deelstaat Hessen. Ze kwam tien wedstrijden in actie voor 1. FC Saarbrücken, waarin ze zes keer tot scoren kwam. 
In juni 2017 maakte Lattwein de overstap naar TSG 1899 Hoffenheim in de Bundesliga. Ze maakte haar debuut in deze competitie in de eerste wedstrijd van het seizoen, een 0-6 nederlaag tegen VfL Wolfsburg. Haar eerste doelpunt in de Bundesliga  maakte Lattwein op 15 oktober 2017 in een 3-0 overwinning op 1. FC Köln. Lattwein verlengde in september 2018 haar contract bij Hoffenheim tot 2020.
Lattwein maakte in 2021 een transfer naar VfL Wolfsburg. Ze maakte haar debuut op de eerste speeldag van het nieuwe seizoen op 28 augustus 2021 in een 3-0 thuisoverwinning op 1. FFC Turbine Potsdam.

## Statistieken
| Seizoen | Club                | Land      | Competitie        | Wedstrijden | Doelpunten |
| ------- | ------------------- | --------- | ----------------- | ----------- | ---------- |
| 2016/17 | 1. FC Saarbrücken   | Duitsland | Tweede Bundesliga | 10          | 6          |
| 2017/18 | TSG 1899 Hoffenheim | Duitsland | Bundesliga        | 15          | 1          |
| 2018/19 | TSG 1899 Hoffenheim | Duitsland | Bundesliga        | 20          | 5          |
| 2019/20 | TSG 1899 Hoffenheim | Duitsland | Bundesliga        | 20          | 5          |
| 2020/21 | TSG 1899 Hoffenheim | Duitsland | Bundesliga        | 13          | 3          |
| 2021/22 | VfL Wolfsburg       | Duitsland | Bundesliga        | 19          | 7          |
| 2022/23 | VfL Wolfsburg       | Duitsland | Bundesliga        | 16          | 2          |
| 2023/24 | VfL Wolfsburg       | Duitsland | Bundesliga        | 13          | 3          |
| 2024/25 | VfL Wolfsburg       | Duitsland | Bundesliga        | 10          | 3          |
| Totaal  | Totaal              | Totaal    | Totaal            | 137         | 35         |

Laatste update: 21 november 2024

## Interlandcarrière
Lattwein kwam uit voor Duitsland -15 en Duitsland -16. Voor eerstgenoemde maakte ze haar debuut op 30 oktober 2013 in een 6-0 overwinning op Schotland. In dezelfde wedstrijd maakte ze twee doelpunten. In februari 2016 was ze aanvoerder van Duitsland -16 in een UEFA Development Tournament tegen Nederland, Schotland en Frankrijk.
In oktober 2018 werd Lattwein voor het eerst opgeroepen voor het Duitse seniorenteam, na een blessure bij Lena Petermann, voor een vriendschappelijke wedstrijd tegen Oostenrijk. Ze mocht haar debuut deze wedstrijd nog niet maken. Op 10 november 2018 maakte ze wel haar debuut in een 5-2 overwinning op Italië.
Voor het EK 2022 in Engeland werd Lattwein opgenomen in de Duitse selectie door bondscoach Martina Voss-Tecklenburgh. Ze wist met haar land de finale te halen waarin werd verloren van Engeland en waarmee Lattwein vice Europees kampioen werd. Ze kwam op het eindtoernooi vijf wedstrijden in actie waarin ze een doelpunt maakte.
In 2023 werd Lattwein eveneens opgenomen in de selectie van Duitsland voor het WK 2023 in Australië en Nieuw-Zeeland. Op dit eindtoernooi wist Duitsland niet voorbij de groepsfase te reiken. Lattwein kwam in twee van de drie groepswedstrijden in actie.